# Sanghaj
Sanghaj (Shanghai) (; IPA: [ʂɑŋ˥˩xaɪ̯˩˧], népszerű magyar átírás: Sanghaj; sanghaji nyelvjárásban: Zånhae)
Kína legnagyobb ipari városa, a Távol-Kelet egyik gazdasági központja, tartományi jogú város a kelet-kínai tengerpart középső részén, a Jangce torkolatvidékén, a folyam Huangpu nevű kis mellékfolyójának két partján. Közigazgatási területének lakossága a második legnagyobb Kínában (Csungking (Chongqing) után), de ténylegesen városias területeinek lakossága a legnagyobb az országban.
A halászattal és textiliparral (gyapot, selyem) foglalkozó város a 19. század közepén indult gyors növekedésnek. A britek által Kínára kényszerített első egyenlőtlen szerződés, az 1842-es nankingi béke értelmében Sanghaj nyílt város lett, kikerült a kínai joghatóság alól és megnyílt a külkereskedelem előtt. A város gyors fejlődésnek indult, és az 1930-as évekre a Távol-Kelet fontos nemzetközi gazdasági és pénzügyi központja lett. A britek után a franciák, az amerikaiak és a japánok is megkaparintottak egy-egy területet, és ezeken saját városnegyedeiket, úgynevezett koncessziós területeiket hozták létre, amelyeken a kapitulációs szerződések alapján a saját jogrendszerük érvényesült. Az óriási kereskedelemnek köszönhetően hamarosan Sanghaj lett Kína legnagyobb kikötője (Hongkong akkoriban még elmaradott terület volt).
A japán agresszió, a második világháború, majd a kommunista hatalomátvétel nyomán a város nemzetközi gazdasági jelentőségét nagyrészt elvesztette.
1990 után, a Teng Hsziao-ping (Deng Xiaoping) által bevezetett kínai gazdasági reform nyomán Sanghaj (Shanghai) újra gazdasági virágzásnak indult, és 2005-re a világ legnagyobb teherkikötőjévé vált.
Gazdasági jelentősége mellett a város Kína egyik legfontosabb idegenforgalmi központja is. 2010-ben Sanghaj világkiállítást rendezett.
Sanghaj (Shanghai)ban számos magyar vonatkozású épület található, többek között Hugyecz László és Gonda Károly tervezett a város számára épületeket.

## Nevének etimológiája

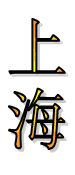

A város nevét adó két kínai írásjegy: 上, shàng; és 海, hǎi, jelentése „magas, tető, felett” illetve „tenger”. A név legkorábbi előfordulása a Szung-dinasztia idejéből, a 11. századból való. Ebben az időben már volt egy kisváros ezzel a névvel a környéken. A tengerpart akkoriban közvetlenül itt lehetett, innen eredhet a név. A kifejezést úgy is lehet értelmezni, különösen a mandarin nyelven hogy „tengerre szállni”, ami a város kikötői jellegének felel meg. Később költők, írók a két írásjelet fordítva is alkalmazták: 海上, „Hǎishàng”, azaz „tengermagas” amivel poetikus módon a helyi kultúra magas színvonalára utaltak.
Sanghaj (Shanghai) nevét kínaiul általában a Hù (沪) szótaggal rövidítik. Ez az írásjel szerepel a sanghaji gépjárművek rendszámtábláin is. Ez a név Hu Du (沪渎), az ősi halászfalu nevéből származik, amely a Szucsou-folyó és a Huangpu-folyó összefolyásánál állt a Tang-dinasztia idején. A Hu írásjelet gyakran kombinálják is a Song jelével, (Wusong Kou, Wu Song-folyó – a Szucsou-folyó, illetve időnként a Huangpu sanghaji szakaszának másik elnevezése – és Songjiang) és így kapjuk a Song Hu „becenevet”. Például az 1937 augusztusában a japánok által Sanghaj ellen intézett támadást a köznyelvben Song Hu csatának nevezik.
Egy másik korai neve a városnak Hua Ting volt, amit ma egy négycsillagos szálloda neve őriz a városban. Egy további széles körben használt rövid név a Shēn (申), ami egy személynévből ered. Chunshen Jun (春申君), egy helyileg tisztelt hős nemesember volt a 3. században, a Chu királyság idején – ez az állam magába foglalta Sanghaj (Shanghai) jelenlegi területét is. Sportegyesületek, újságok gyakran utalnak nevükben a Shēn (申) írásjellel sanghaji mivoltukra. Magát a várost is gyakran nevezik Shēnchéng (申城, „Shēn városa”) néven.
A városnak angolul is vannak különböző „becéző” elnevezései, például Paris of the East, „Kelet Párizsa”.

## Története

### Korai története
Sanghaj környékén a legkorábbi települések nyomai az I. e. 4. évezredből valók. A mai város helyén, a már akkor is létező Szucsou-tól keletre elterülő mocsaras területen lévő falu (cun) első írásos említése a Szung-dinasztia (960 – 1279) kezdetéről, 960-ból való. 1074-ben a falut piacváros (zhen) rangjára emelték. Ekkor kapott a város vámhivatalt.
1127-ig a kisvárosnak 12 000 háztartása volt. Ebben az évben azonban Kajfeng (Kaifeng) városát meghódították a dzsürcsik, és onnan rengeteg menekült érkezett Sanghajba. A város lakossága hamarosan negyedmillióra növekedett.
1172-ben a korábbi gátat megerősítve igyekeztek stabilizálni a tengerpartot. 1264-ben további három falut csatoltak hozzá.
A mongol eredetű Jüan-dinasztia elején Sanghaj 1292-től megyei ranggal (xian) rendelkezett a Songjiang tartományon belül, majd 1297-ben újra városi rangot kapott.
A kikötő is egyre nagyobb jelentőségre tett szert, de továbbra is főleg Suzhou (苏州; hagyományos kínai: 蘇州) számára működött átrakodóhelyként a település.

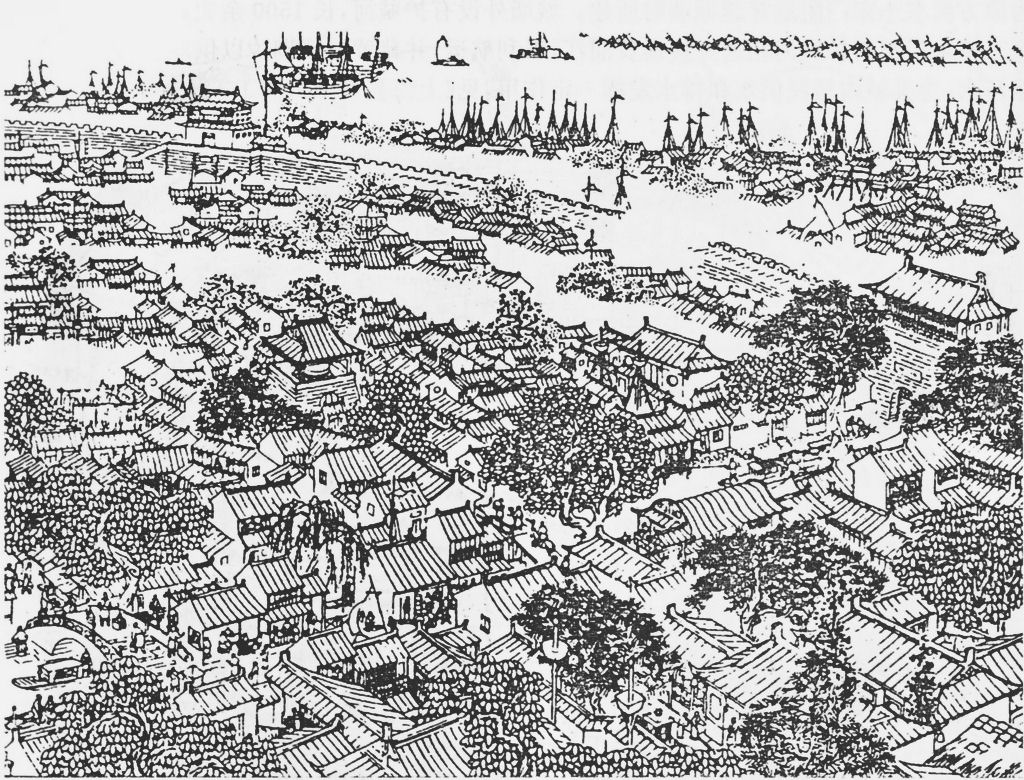
A fallal övezett Sanghaj a Ming-dinasztia idején

A 13. századra a sanghaji régió Kína egyik legvirágzóbb területévé vált, főleg a gyapottermelés fellendülésének köszönhetően. Megoldották a gyapot gépi tisztítását is. A pamut-alapon kifejlődött textilipar egészen a 19. századig a város gazdaságának fő ágazata maradt.
Az utolsó kínai nemzeti eredetű dinasztia, a Ming (1368-1644) idején eleinte megszilárdult az ország gazdasága és fejlődött a külkereskedelem is. Később azonban a birodalom újra befelé fordult. Sanghajt a japán kalózok részéről támadások érték, amire a kormányzat a kereskedelem korlátozásával és a parti lakosság egy részének a belső vidékekre telepítésével reagált. 1554-ben a kalózok ellen 10 méter magas és 5 kilométer hosszú városfalat építettek Sanghaj köré.
1602-ben felépült a (Cheng Huang Miao), a hivatalos városi templom, ami általában csak a tartományi székhelyek (fu) előjoga volt, nem pedig az egyszerű városoké (chen), mint Sanghaj (Shanghai). Ez valószínűleg a város gazdasági jelentőségének elismerését jelentette.
A 17. században ipara jelentősebbé vált, Kína egyik gyapot- és textilközpontja alakult ki itt. A Csing-dinasztia idejére (1644–1911) nagy, a nyugati céhekhez hasonló kereskedőtársaságok jöttek létre, amelyek a gazdasági és nagyrészt a politikai hatalmat is gyakorolták a városban.
Kangxi császár (1662–1723) 1684-ben eltörölte a Ming-dinasztia 1525-ös rendeletét az óceánjáró hajózás tilalmáról. 1732-ben pedig Yongzheng császár áthelyezte a vámhivatalt (hai guan) Songjiang városából Sanghaj (Shanghai)ba, így a város kizárólagos jogot kapott Jiangsu tartomány vámbevételeinek kezelésére. E két döntés - és a mögöttük lévő gazdasági erő - nyomán Sanghaj (Shanghai) 1735-re a Jangce torkolatvidékének legfontosabb kikötője és kereskedelmi központja lett, annak ellenére, hogy még mindig alacsonyabb helyet foglalt el a közigazgatási hierarchiában.

### Sanghaj(Shanghai)külföldi befolyás alatt
Sanghaj (Shanghai) stratégiai helyzete Kína keleti tengerpartjának közepén, a szárazföld belsejébe hajózóutat biztosító Jangce torkolatánál nagy vonzerőt gyakorolt a kor gazdasági nagyhatalmai, köztük az akkori egyetlen „szuperhatalom”, Nagy-Britannia számára. A brit kereskedők a 18. század végén, a 19. század elején nagy mennyiségű teát, porcelánt és egyéb hagyományos kínai árut importáltak Kínából, és ezt csak nehezen tudták ellentételezni iparcikkekkel. A legnagyobb kereslet Kínában az ópium iránt mutatkozott, ezért a britek berendezkedtek arra, hogy Indiából szállították nagy mennyiségben ezt a kábítószert az országba. Amikor a császárság az ópiumfogyasztás súlyos egészségügyi és gazdasági károkozása miatt betiltotta ezt az importot, Nagy-Britannia megindította az első ópiumháborút. Ennek során 1841-ben Parker admirális hajóraja Sanghaj (Shanghai)t is bombázásnak vetette alá. A város egy millió tael váltságdíjat fizetett a tengernagynak az ágyúzás abbahagyása érdekében.

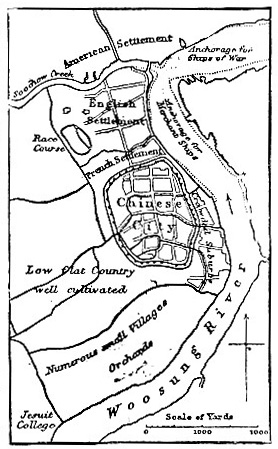
Sanghaj térképe 1888 körül. A térképen olvasható Woosung River a Huangpu nevének másik változata

Kína nem tudott komolyan ellenállni, és a háborút lezáró első egyenlőtlen szerződés, a nankingi béke értelmében 1842-ben kénytelen volt Sanghaj (Shanghai) városát – négy másik kikötővel együtt – „a nemzetközi kereskedelem számára” megnyitni.
1843-ban létrejött a brit koncessziós terület. Az első brit konzul Captain Balfour, a későbbi Sir George Balfour lett. Az angol telepet északról a Szucsou-folyó határolta, keletről a Huangpu-folyó, délről pedig a Yang-king csatorna; a nyugati határát nem határozták meg. Az alig több mint fél mérföld hosszú területet egy keskeny földszegély határolta el délen a kínai várostól; ezt utóbb a francia telep foglalta el.
Később az amerikai kereskedők a Szucsou folyó északi oldalán alakítottak ki telepet, ott, ahol a Huangpu élesen kelet felé fordul. Itt volt a nyugati hadihajók kikötője is.
A brit telep első évében mindössze 23 külföldi kereskedő telepedett le ott a családjával, és összesen 44 külföldi hajó érkezett Sanghaj (Shanghai)ba. Tíz év kellett ahhoz, hogy a külföldi kereskedők száma 330-ra emelkedjen.
A nankingi béke sajátos kínai módon vetett véget az ópiumháborúnak: a császári udvar arcvesztésének elkerülése érdekében a szerződés szót sem ejtett az ópium kereskedelméről, így az elvileg továbbra is tilos maradt Kína földjén. A gyakorlatban azonban a külföldi hajókról szabadon árulhatták az ópiumot. Az a modus vivendi alakult ki, hogy a külföldi telep folyópartján a forgalomból kivont hajókat kötöttek ki, ezekben raktározták és árusították az ópiumot.
1853-ban a Tajping-felkelésben a várost egy szélsőséges csoport, a Kis Kardok Társasága foglalta el. A harcokban a külföldi telepek nem sérültek meg, de az agglomeráció komoly károkat szenvedett, így menekülők özönlöttek a külföldi hadihajók védelme alá. A külföldi kereskedők egyaránt jövedelmező üzleteket kötöttek mind a felkelőkkel, mind a kormányzattal. A gazdasági fellendüléssel párhuzamosan kalandorok árasztották el a várost, és a kábítószer-kereskedelem mellett a prostitúció és a szerencsejáték is virágzásnak indult.

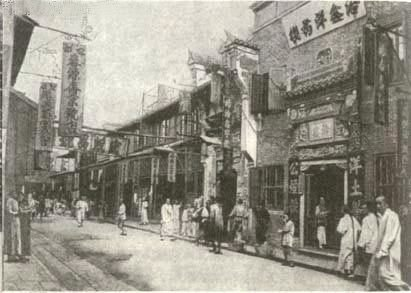
19. századi utcakép

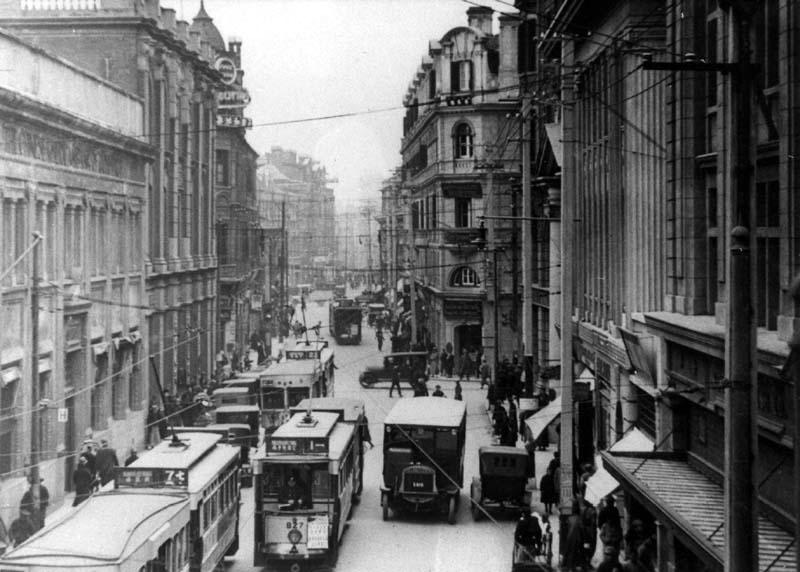
Sanghaj (Shanghai) az 1920-as években

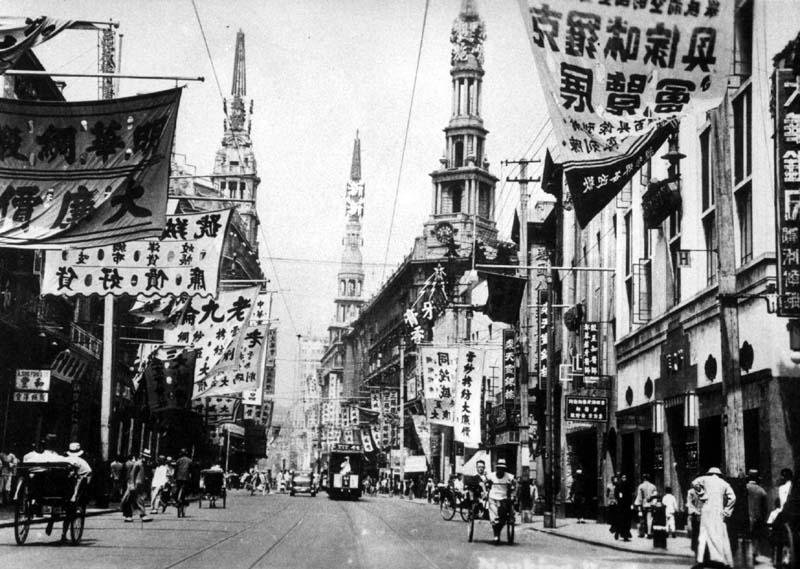
A Nanjing út az 1930-as években

1854-ben a korábbi szabályozást oldva lehetővé tették, hogy kínaiak is a városba költözhessenek, így a nagy kereslet miatt az ingatlanárak drasztikusan emelkedni kezdtek. 1863-ban az amerikai és a brit település egyesült.
Sanghaj (Shanghai)ba folyamatosan áramlott a nyugati tőke: bankok, kereskedelmi társaságok települtek ide, és a kereskedelem is virágozni kezdett, leginkább azután, hogy a britek 1857-ben a Jangce hajózási jogát is megszerezték.
Az 1894-95-ös első japán-kínai háborút lezáró simonoszeki béke komoly befolyást engedett Japán számára is Kínában, így Sanghaj (Shanghai)ban is koncessziós területet alakíthattak. A japánok építették az első gyárakat, később a nyugati tőkések is befektettek az iparba, hogy kihasználják az olcsó munkaerőt. Az 1900-as boxerlázadás, majd a császárság 1911-es bukása miatt tömegek özönlötték el a várost. Az 1920-as évekig Sanghaj (Shanghai) a legjelentősebb távol-keleti világvárossá fejlődött, lakossága a 20. század elején meghaladta az 1 millió főt.
Az első világháborúban a saját harcaikkal elfoglalt nagyhatalmak kevesebb figyelmet fordítottak kínai területeikre. Csökkent a Kínára nehezedő gazdasági és politikai nyomás, fejlődhetett a kínai nemzeti burzsoázia. Megélénkültek a demokratikus mozgalmak is a városban. 1915-ben Sanghaj (Shanghai)ban jelent meg az új kultúra irányító lapja, az Ifjúság (1916-tól az Új Ifjúság), amely hamarosan a kommunisták lapjává vált. 1918-tól Szun Jat-szen tevékenykedett a városban. Erősödött a kínai nemzeti öntudat is, és ez a versailles-i békeszerződés után, amikor a sanghaj (shanghai)i német területek Japánra szálltak át ahelyett, hogy Kína kapta volna meg őket, 1919. május 4-én tüntetésekhez vezetett. 1919. július 5-én általános sztrájk volt a városban. 1921-ben az Új Ifjúság folyóirat körüli mozgalom radikalizálódó vezetőinek egy csoportja Sanghaj (Shanghai)ban alapította meg a Kínai Kommunista Pártot.
A Kínai Köztársaság időszakában (1911–1949), 1927. július 14-én nyilvánították Sanghaj (Shanghai)t várossá. Bár a külföldi koncessziós körzetek nem tartoztak a városi közigazgatás alá, területe így is 828,8 km² volt, magában foglalva a mai Baoshan, Yangpu, Zhabei, Nanshi és Pudong kerületeket. A kínai polgármester és a városi tanács úgy döntött, hogy új városközpontot alakítanak ki a külföldi koncessziós területeken kívül.
1925-ben a brit rendőrség a város központjában, a Nanjing úton sortüzet nyitott a tüntető diákokra. Kitört az 1925-27-es kínai forradalom. A Csang Kaj-sek vezette Nemzeti Forradalmi Hadsereg a Kínai Kommunista Párt támogatásával elfoglalta a város kínai részét, és a Kuomintang kezébe adta annak vezetését. 1926 februárjában azonban a kommunisták általános sztrájkot szerveztek a városban, mind a külföldi, mind a kínai tőkések ellen tiltakozva. A külföldiek, akik Csang Kaj-seket támogatták, elvárták tőle a sztrájk letörését, ő azonban presztízsokokból nem kívánt nyíltan szembefordulni korábbi szövetségeseivel. Csapataival körülvette a várost, majd fegyverekkel látta el a város hírhedt gengszterbandáit, a triádokat, amelyek 1927. április 12-én rengeteg kommunistát és munkást lemészároltak: ez az esemény lett a kínai polgárháború kezdete. 1927. november 7-én jobboldali csoportok fegyveres támadást intéztek a Sanghaj (Shanghai)i szovjet főkonzulátus ellen. A védekezést a szovjet diplomáciai szolgálatban álló Magyar Lajos irányította.

#### Japán támadások

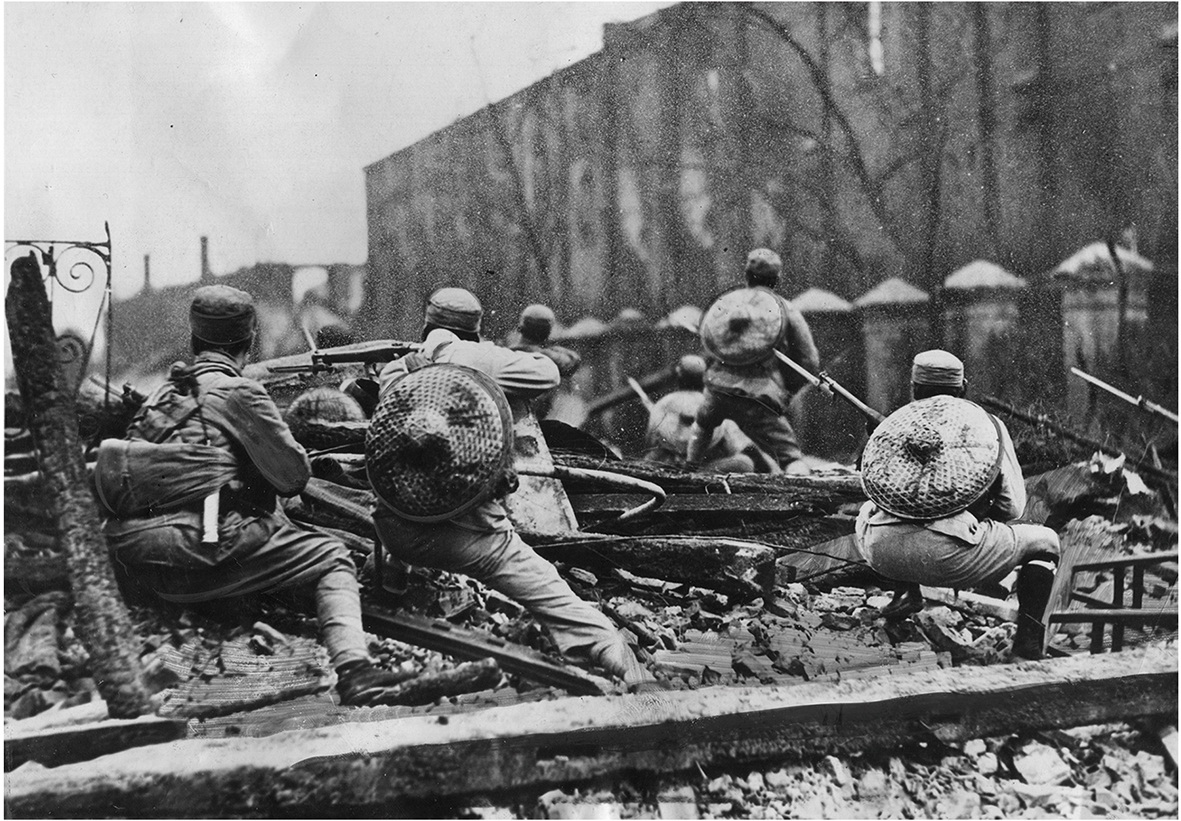
A kínai 19. hadsereg védekező harcai 1932-ben

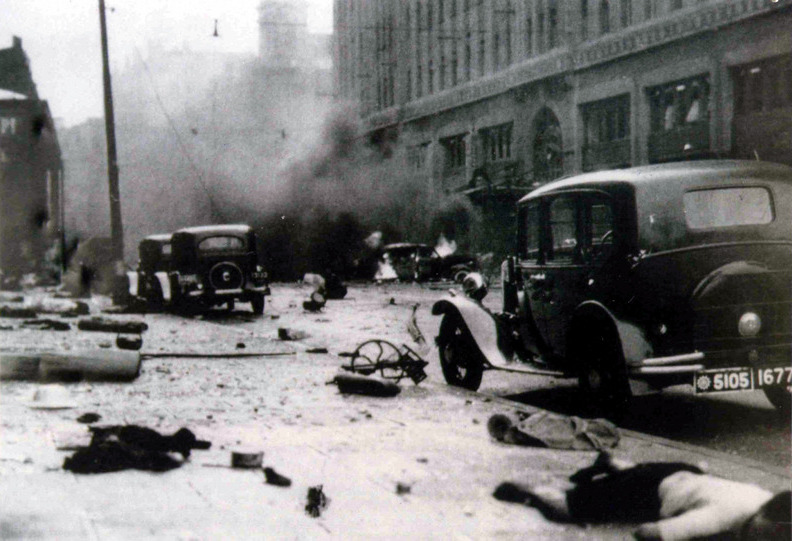
Sanghaj (Shanghai)i csata, 1937

Az 1931-es mukdeni incidens után, a Mandzsúriát elfoglaló japánok 1932. január 28-án kísérletet tettek Sanghaj (Shanghai) elfoglalására is. Repülőgép-hordozókról felszálló japán repülőgépek bombázták a várost, majd a következő napokban-hetekben mintegy 90 000 fős japán sereg próbálta elfoglalni Sanghaj (Shanghai)t. Az ütközet a nemzetközi irodalomban a sanghaji incidens, január 28-i incidens és hasonló neveken szerepel. A kínai fél – főleg a Kuomintang reguláris hadserege – szívósan ellenállt. A harcok egészen májusig tartottak, majd a két fél nemzetközi nyomásra, Kína számára megalázó feltételekkel fegyverszünetet kötött. A kínai hadseregnek ki kellett vonulnia a városból, de a japán fél jelképes erőket ott tarthatott.
Az 1930-as években kissé még fejlődött a város, ami egyrészt a kommunista mozgalom központja maradt, másrészt a mintegy 50 000 külföldi (köztük 116 magyar) tőkés mellett itt élt a kínai tőkések nagy része is.
A második kínai–japán háborúban az 1937 novemberi sanghaji csatában a japán hadsereg súlyos, házról házra vívott harcokban elfoglalta Sanghaj (Shanghai) kínai részét. Sanghaj (Shanghai)nak a külföldi koncessziós területeken kívüli része japán fennhatóság alá került. A nemzetközi telepeket a Pearl Harbor elleni japán támadás után foglalta el Japán.
Az 1945-ig megszállt város a második világháborúban érdekes módon sok menekültet, köztük mintegy húszezer zsidót fogadott be Európából, mivel őket a japánok nem üldözték. Zömük Németországból és Ausztriából érkezett, ide nem volt szükségük vízumra. A zsidókat a város Huangpu kerületében kijelölt sanghaji gettóban szállásolták el.
A megszállók viszont itt is létrehozták a komfort-házak hálózatát. Mintegy 150 ilyen házban kínai nők ezreit tartották szexuális rabszolgaként.
A háború alatt a szövetséges hatalmak megígérték ázsiai szövetségesüknek, a Kínai Köztársaságnak, hogy lemondanak sanghaji koncessziós területeikről, és ennek megfelelően a háború után Franciaország, az Egyesült Királyság és az Amerikai Egyesült Államok kivonult itteni birtokairól.

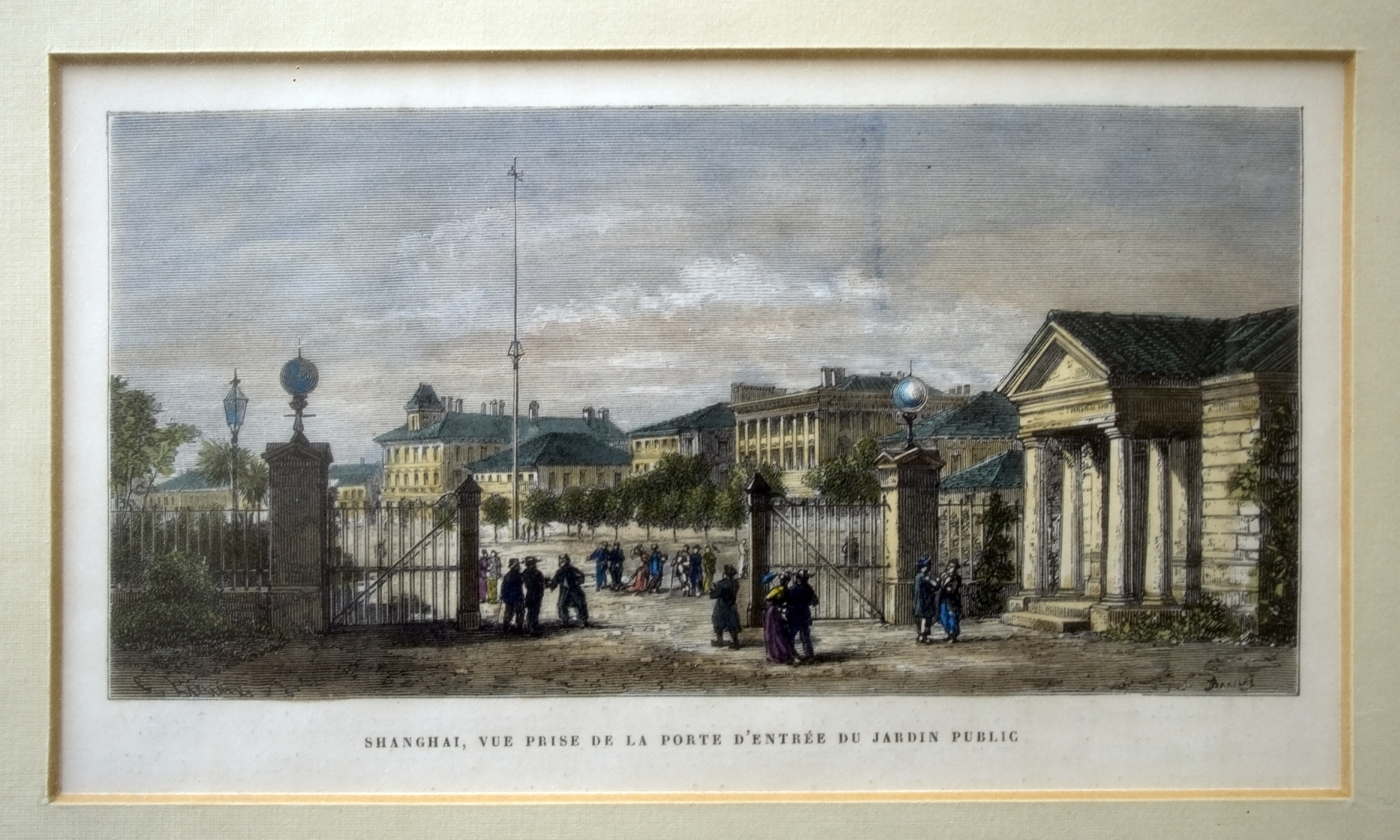
A külföldiek parkja Sanghaj (Shanghai)ban a 19. század hetvenes éveiben

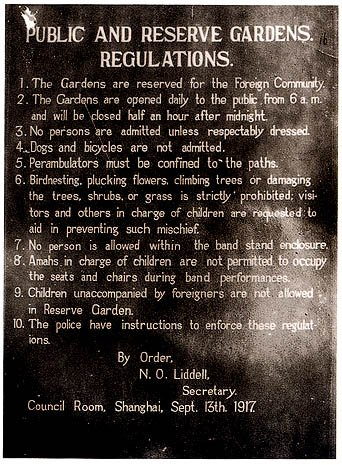
A tényleges felirat

#### APublic Garden– a külföldi uralom jelképe
A külföldi uralom alatt álló területen, a Szucsou-folyó és a Huangpu-folyó találkozásánál a 19. század vége felé létrehoztak Public Garden néven egy közparkot – az első ilyet Kína területén – amelyet azonban 1890 és 1928 között csak a külföldiek számára tartottak fenn. A 20. század elejétől a kínai nacionalisták szemében a park a külföldi elnyomás jelképévé vált, mivel széles körben terjedt el a legenda, hogy a bejáratánál felirat tiltotta meg a „kutyák és kínaiak” belépését. Ez a sértés a külföldiek elleni felkelések során mozgósító erővé vált.
A legenda megjelent Bruce Lee egyik filmjében, a Fist of Fury-ban is, ahol az egyik jelenetben látható a (képzeletbeli) ominózus felirat: "No dogs and Chinese allowed".
Mint az itt látható 1917-es fénykép mutatja, tényszerűen igaz, hogy sem kínaiak (kivéve a fehér gyermekek dajkáit), sem kutyák nem léphettek a parkba, de ez a szabály sokkal kevésbé sértő módon volt megfogalmazva.
A második világháború után a Public Garden-t átnevezték a folyóról Huangpu Park-nak.
Az 1990-es években jelentősen átalakították a parkot, felállítva ott a Népi Hősök Emlékművét és a Bund Történeti Múzeumot.

### Sanghaj(Shanghai)a Kínai Népköztársaságban
1949. május 27-én a kommunista csapatok elfoglalták a várost. A Kuomintang vezetői Tajvanra menekültek, de magukkal vitték a kínai központi bank aranykészleteit. A kínai tőkések Tajvanra, a külföldiek Hongkongba költöztették gazdasági tevékenységüket is.
Bár a kínai kommunisták az addig közvetlen kormányzati irányítás alá tartozó városok nagy részét összevonták az azokat övező tartományokkal, Sanghaj (Shanghai), csakúgy mint Peking, közvetlen központi irányítás alatt maradt. A helyi pártszervezet vezetője és a város polgármestere Chen Yi (Csen Ji), a polgárháború neves kommunista hadvezére lett.
A kommunisták átvették a város gazdasági és társadalmi életének irányítását. A prostituáltakat és bűnözőket „átnevelő táborokba” vitték. A nyomortelepeket felszámolták, megkezdték a lakótelepek építését.
A pekingi vezetés azonban az 50-es-60-as évek során elhanyagolta az amúgy is fejlettnek gondolt Sanghaj (Shanghai) iparának és infrastruktúrájának fejlesztését, így az 1970-es évekre már bármely kínai nagyváros hasonló képet mutatott a korábbi metropoliszhoz. A többi várossal ellentétben azonban itt még mindig nyereségesen működött az ipar és működött a szociális háló is. A helyzet nem sokat javult az 1978-as gazdaságpolitikai nyitás után sem.
Bár a várost – csakúgy, mint Kína többi részét - a kommunista hatalom a nyolcvanas évek második feléig, mintegy három és fél évtizeden át hermetikusan elzárta a külvilágtól, Sanghaj (Shanghai) társadalmi és kulturális élete viszonylag pezsgő maradt. A városi ifjúság radikális hajlamait használta fel Mao Ce-tung és a sanghaj (shanghai)politikusok később „négyek bandájának” nevezett csoportja a kulturális forradalom kirobbantására.
Sanghaj (Shanghai) gazdasága, ipara az ország egészéhez képest mindig fejlett maradt. A 80-as évek elején is az összes kínai adóbevétel mintegy 70-80%-át e város adta. Emiatt a központi vezetés a gazdasági reformkísérleteket nem itt kezdte, hanem a déli országrészben, ahol kevesebb volt a vesztenivaló. Amikor azonban Shenzhenben és másutt a reformok beváltották a hozzájuk fűzött reményeket, Sanghaj (Shanghai)ban is megindult a gazdasági átalakítás.
1990-ben a semmiből új városrész (Pudong) nőtt ki, majd 1991-ben megalakult a Sanghaj (Shanghai)i Különleges Kereskedelmi Övezet. 1992-től a központi kormány Jiang Zemin volt sanghaj (shanghai)i polgármester vezetése alatt erőteljesen ösztönözte a külföldi és helyi tőke beáramlását a városba. Sanghaj (Shanghai) azóta nem csak a könnyűiparban, hanem a nehéziparban, a nagy szakképzettséget igénylő ágazatokban és a szolgáltatásban is nagy arányú fejlődést, összesítve évi 9-15%-os gyarapodást mutat.

## Földrajz
Sanghaj (Shanghai) a Kelet-kínai-tenger, a Csendes-óceán melléktengere partján fekszik, körülbelül egyenlő távolságra Pekingtől és Hongkongtól. Északról a Jangce, keletről a Kelet-kínai-tenger, délről Zhejiang (Csöcsiang) tartomány, illetve a Kelet-kínai-tenger Hangcsoui-öble, nyugatról pedig Jiangsu (Csiangszu) tartomány határolja. Mivel három oldalról víz veszi körül, félszigetnek is tekinthető. A városon átfolyó Huangpu-folyó a városközponttól 28 km-re csatlakozik a Jangcéhoz, amely innen további 40 km-re ömlik a tengerbe. A tengeri hajók egészen a városig fel tudnak jönni a széles és mély folyókon. A Huangpu két részre osztja a várost: a Puxira, a nyugati oldalon lévő régi és a Pudongra, a keleti részen épült új városra.
Sanghaj (Shanghai) 6218 km²-es területének legnagyobb része alluviális – a Jangce folyam hordaléka által feltöltött – síkság, átlagos tengerszint feletti magassága 4 méter. A terület délnyugati részén van csak néhány domb. Legmagasabb pontja (103 méter) a Dajinshan szigeten található.

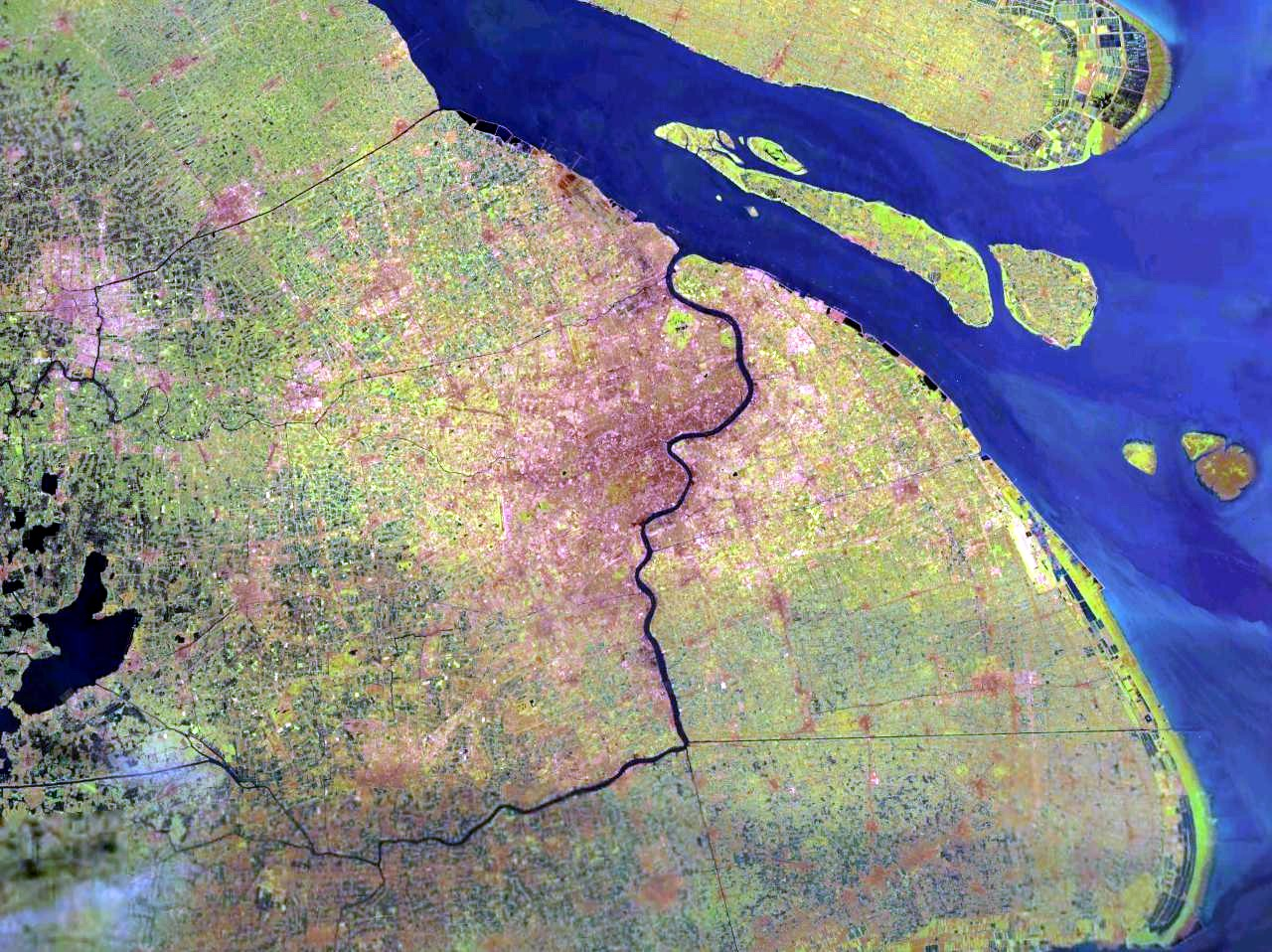
Műholdkép

A városnak gazdag felszíni és talajvíz-készletei vannak, sűrűn szövik át folyók, csatornák. Vízrajzilag a Jangce és a várostól nyugatra elterülő Tai-tó (Taihu, Nagy-tó) rendszeréhez tartozik.

### Éghajlat
Sanghaj (Shanghai)ra a szubtrópusi monszun éghajlat jellemző. Ez azt jelenti, hogy a telek (decembertől februárig) hűvösek és szárazak, néha fagy is tapasztalható, a nyarak (július és augusztus hónapok) forrók és csapadékosak. A tavasz és az ősz mérsékelt hőmérsékletű, ilyenkor érdemes felkeresni a várost.
A forró nyarakon tájfun is előfordulhat, de az utóbbi években egy ilyen vihar nem okozott jelentős károkat.
A napsütéses órák száma évi átlagban 1878, a legmagasabb feljegyzett hőmérséklet 40 °C, a legalacsonyabb pedig −12 °C. A csapadékos napok száma évente átlagosan 112.
| Hónap                         | Jan. | Feb. | Már. | Ápr. | Máj. | Jún. | Júl. | Aug. | Szep. | Okt. | Nov. | Dec. | Év   |
| ----------------------------- | ---- | ---- | ---- | ---- | ---- | ---- | ---- | ---- | ----- | ---- | ---- | ---- | ---- |
| Átlagos max. hőmérséklet (°C) | 7,7  | 8,6  | 12,7 | 18,6 | 23,5 | 27,2 | 31,6 | 31,5 | 27,2  | 22,3 | 16,7 | 10,6 | 19,9 |
| Átlagos min. hőmérséklet (°C) | 0,5  | 1,5  | 5,1  | 10,6 | 15,7 | 20,3 | 24,8 | 24,7 | 20,5  | 14,7 | 8,6  | 2,4  | 12,5 |
| Átl. csapadékmennyiség (mm)   | 39   | 59   | 81   | 102  | 115  | 152  | 128  | 133  | 156   | 61   | 51   | 35   | 1112 |
| Forrás: Világmeteorológia     |      |      |      |      |      |      |      |      |       |      |      |      |      |

## Közigazgatás
Sanghaj (Shanghai) 19 megyei szintű részből: 18 kerületből és egy megyéből (Chongming megye (崇明县; Pinjin: Chóngmíng Xiàn)) áll.
Sanghaj (Shanghai) belvárosa kilenc központi kerületből áll.

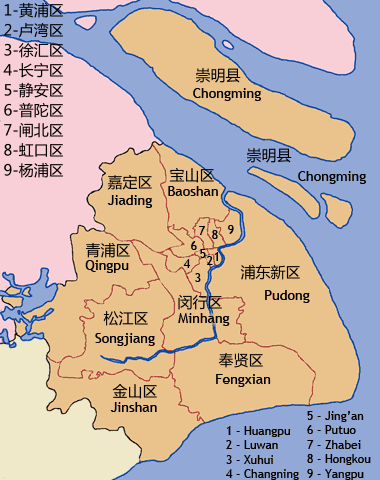
Közigazgatási beosztás

- Huangpu kerület (黄浦区; Pinjin: Huángpǔ Qū)
- Luwan kerület (卢湾区; Pinjin: Lúwān Qū)
- Xuhui kerület (徐汇区; Pinjin: Xúhuì Qū)
- Changning kerület (长宁区; Pinjin: Chángníng Qū)
- Jing'an kerület (静安区; Pinjin: Jìng'ān Qū)
- Putuo kerület (普陀区; Pinjin: Pǔtuó Qū)
- Zhabei kerület (闸北区; Pinjin: Zháběi Qū)
- Hongkou kerület (虹口区; Pinjin: Hóngkǒu Qū)
- Yangpu kerület (杨浦区; Pinjin: Yángpǔ Qū)

Ehhez kapcsolódik a még városias Pudong kerület a Huangpu-folyó keleti partján.
Ezen túl további nyolc külvárosi kerület is Sanghajhoz tartozik. Ezek:
- Baoshan kerület (宝山区; Pinjin: Bǎoshān Qū) – Baoshan megye 1988-ig
- Minhang kerület (闵行区; Pinjin: Mǐnháng Qū) – Sanghaj megye 1992-ig
- Jiading kerület (嘉定区; Pinjin: Jiādìng Qū) – Jiading megye 1992-ig
- Jinshan kerület (金山区; Pinjin: Jīnshān Qū) – Jinshan megye 1997-ig
- Songjiang kerület (松江区; Pinjin: Sōngjiāng Qū) – Songjiang megye 1998-ig
- Qingpu kerület (青浦区; Pinjin: Qīngpǔ Qū) – Qingpu megye 1999-ig
- Nanhui kerület (南汇区; Pinjin: Nánhuì Qū) – Nanhui megye 2001-ig
- Fengxian kerület (奉贤区; Pinjin: Fèngxián Qū) – Fengxian megye 2001-ig

Sanghaj (Shanghai) városi szintű beosztásában 220 egység: 114 város, 3 városi körzet és 103 alkerület található. A községi beosztása pedig 3393 lakóközösséget és 2037 falusi közösséget tartalmaz.

## Gazdaság
Sanghaj (Shanghai) ipari központ, korábban a textilipar kínai fellegvárának számított. Azóta a vegyipar, a gyógyszergyártás, az acélgyártás, a gépipar és járműgyártás legjelentősebb kínai gyárai is itt alakultak ki, de komoly a város papírgyártása és elektronikai ipara is. Itt készül a Kínában értékesített legtöbb műszaki cikk is.

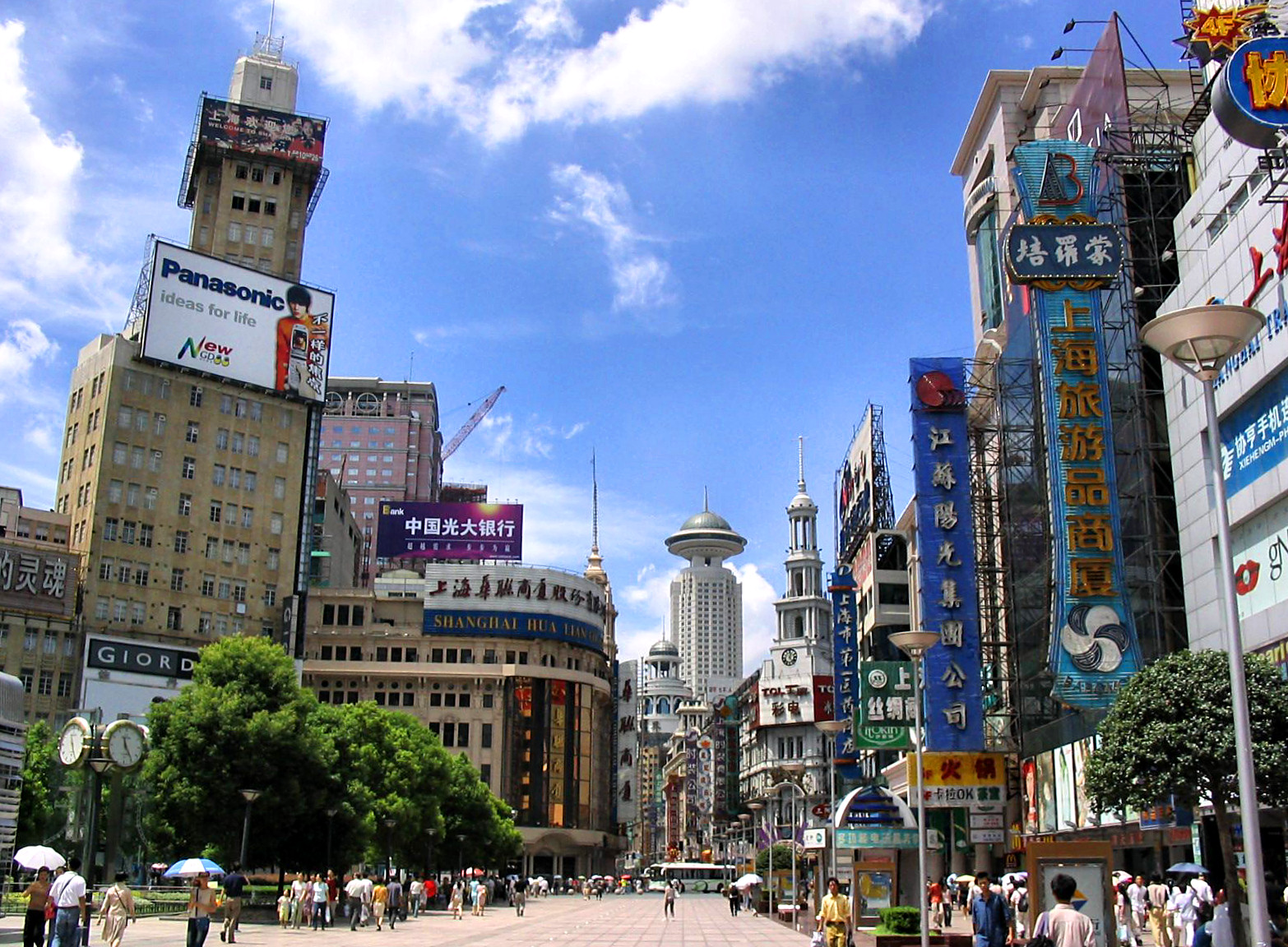
A Nanjing út, a világ egyik legforgalmasabb bevásárlóutcája

A város a 21. században – Hongkonggal versenyben – Kína gazdasági és kereskedelmi központja. Az 1992-ben megindult gazdasági reform következtében Sanghaj (Shanghai) – Kanton tartomány csak a könnyűiparhoz kapcsolódó fejlődésével szemben – a nehéz- és a szakképzettséget igénylő iparban és a szolgáltatásban is nagy arányú fejlődést, összesítve évi 9-15%-os gyarapodást mutat. A város jelenleg a legnagyobb és legfejlettebb Kínában. Mindazonáltal a város bevételeinek nagy része a kínai államot gazdagítják. Az 1990-es évekig Kína adóbevételeinek 70%-a, de a reformok után is a 20-25%-a a városból származott.
Sanghaj (Shanghai)ban vezették be először Kínában a nyugati típusú bevásárlóközpontokat, amelyekből mára rengeteg nyílt a város bevásárlóutcájában, a Nanjing úton. Sanghaj (Shanghai) adott otthont az Expo-2010-nek.

## Népesség
Sanghaj (Shanghai) Kína legnagyobb városa, a 2000-es népszámlálások szerint lakóinak száma 16,7 millió fő volt, beleértve 3,8 millió fő ideiglenes népességet. 2015-ben már 24 152 700 ember élt Sanghaj (Shanghai)ban. Az ENSZ 2016-os becslése alapján a város lakossága 2030-ra 30 751 000 főre emelkedhet.
A lakosság száma a 19. század derekán, a külföldi koncessziós területek létrejötte előtt negyedmillió és félmillió között lehetett. Az egymilliós létszámot 1880 körül érte el, 1935 körül pedig már négymillió lakosa volt.
Sanghaj (Shanghai) ősi nyelve a sanghaji nyelvjárás, a wu nyelv egyik dialektusa, amely a sanghaj (shanghai)i identitás egyik fontos eleme. Hivatalos nyelve azonban a mandarin nyelv. A helyi nyelvjárást és a mandarint beszélők kölcsönösen nem értik egymást. Mindazonáltal szinte valamennyi 50 év alatti jól beszéli a mandarint, a 25 évnél fiatalabb korosztály pedig már általános iskolában találkozott az angol nyelvvel.
Az itt élők nagyrészt két szomszédos tartományból: Jiangsuból és Zhejiangból származnak, ahol a beszélt nyelv szintén a wu kínai. Ám a manapság bevándorlók Kína minden területéről érkeznek, nyelvük eltér, így – nem ismerve a sanghaj (shanghai)i dialektust – kénytelenek a mandarint használni. A bűnözés növekedése, a szemetelés, az erőszakos koldulás, az infrastruktúra (tömegközlekedés, iskolák) túlterheltsége, mind az új bevándorlókkal együtt jelent meg és fokozta a sanghaj (shanghai)iak idegengyűlöletét. Mivel egy sanghaj (shanghai)i számára egy új bevándorló könnyen felismerhető, sokszor szándékos vagy akaratlan diszkrimináció célpontjává válnak.
A sanghaj (shanghai)iakat Kína többi részén nagyratörő, arrogáns és idegengyűlölő viselkedésűeknek tartják, mindeközben csodálják őket precízségük és sikerességük miatt. Szintén elterjedt nézet Kínában, hogy a legszebb nők a sanghaj (shanghai)i nők.
| 2015 | 24 152 700 |
| 2020 | 24 870 895 |

## Kultúra
Sanghaj (Shanghai) minden modern kínai kulturális mozgalom kiindulóhelye és egyben a 20. század első felének kínai kulturális központja volt. Intellektuális csatatérként funkcionált a város a kommunista szocialista realizmus (mint Lu Xun és Mao Dun) és az inkább romantikus vagy esztétizáló hangvételben alkotó polgári nagy írók (mint Shi Zhecun, Shao Xunmei, Ye Lingfeng, Eileen Chang) között.
Sanghaj (Shanghai) volt a kiindulópontja a kínai filmgyártásnak. 1913-ban az első kínai rövidfilm a Nanfu Nanqi (A bajos pár) és 1923-ban az ország első játékfilmje a Gu’er Jiuzu Ji (孤儿救助…, Az árvalány is itt készült. Ez a két nagy hatású film Sanghaj (Shanghai)t Kína filmipari központjává tette. Az 1930-as években felvirágzott sanghaj (shanghai)i filmipar Marilyn Monroe-típusú sztárokat generált (mint Zhou Xuan). A sanghaj (shanghai)i filmes szakemberek a város kommunista megszállása után Hongkongba vándoroltak át, miként az egyéb szakmákban alkotó értelmiségiek nagy része is.
A Fudan Egyetem genetikai laboratóriumát egérkísérletei tették híressé: a 2010-es évek elejéig a házi egér (Mus musculus) több mint 500 változatát hozták létre úgy, hogy azok örökítő anyagából egy-egy gént transzpozonokkal találomra kiiktattak.

## Látnivalók

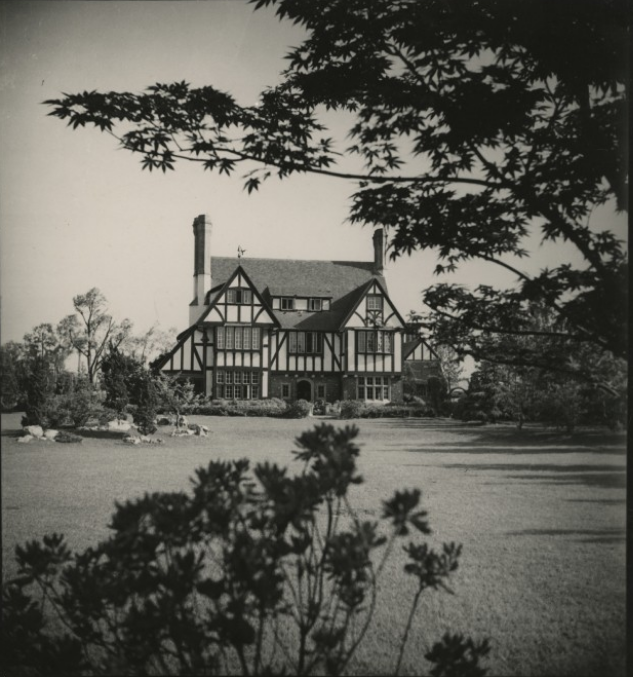
Hudec ház

Sanghaj (Shanghai)ban kevés régi emlék látható. A legtöbb épület a 19. század, még inkább a 20. vagy 21. század építészetét dicséri. A város az 1992-es gazdasági reformokat követően városképében is nagyot változott, rohamléptekben felhőkarcolók lepték el a várost. Az 1990-es években épült a 420,5 méteres Jin Mao Tower Kína legmagasabb épülete volt, majd 2007-ben a Shanghai World Financial Center vette át a címét 492 méteres magasságával, de a 2016-ban átadott Sanghaj (Shanghai) Torony a 632 méterével jelentősen túlszárnyalta mindkettőt, jelenleg a világ harmadik legmagasabb épülete. Ma már mintegy négyezer felhőkarcoló áll Sanghaj (Shanghai)ban, több, mint New Yorkban. A város egyik jelképe a 3 szupermagas felhőharcoló közelében álló 468 méteres Oriental Pearl Tower tévétornya, mely egyben szórakoztató komplexum is. Hugyecz László tervező, aki Sanghaj (Shanghai) számos városképi jelentőségű házát tervezte, családjának tervezte és építtette a Hudec házat. Rajta kívül Gonda Károly is számos épületet tervezett a város számára.

### Az óváros
Az óváros régi falai mentén ma nagy forgalmú utak vannak, de a belsejében sok a látnivaló. Az északkeleti részén van az óváros központi épületegyüttese, a – legtöbb kínai városban fellelhető – „Városvédő Istenség temploma” (Csenghuang Miao (Chénghuángmiào), 城隍庙) 1403-ban hozták létre egy korábbi templom helyén, a város isteneinek – nyugatias szóhasználattal védőszentjeinek – tiszteletére. 1951-ben a templom egyházi vezetőségét feloszlatták és az épületet átadták a taoista egyháznak, akik csak kissé változtatták meg a kultuszt. A kulturális forradalom idején természetesen bezárták, de 1994-ben visszaadták a taoista egyháznak. 2005-ben teljes felújítást végeztek, 2006-ban pedig újra felszentelték taoista szertartás szerint.
A három helyi isten vagy védőszent, akiknek a templomot szentelték: Huo Kuang (Huo Guang) (? - i. e. BC), a Han-dinasztia híres kancellárja, aki egy császárt letett trónjáról és egy másikat emelt a helyére. Benne tisztelték az első városi istent a Jüan-dinasztia idejétől; Csin Jü-po (Qin Yubo) (1295–1373), sanghaj (shanghai)i kormányzó a Jüan-dinasztia idejéből, aki kétszer is visszautasította, hogy a császári udvarba helyezzék át; Csen Hua-cseng (Chen Huacheng) (1776–1842) pedig a Csing-dinasztia tábornoka volt, aki az első ópiumháború idején esett el a britek ellen vívott harcokban.
A templom neve egyúttal a templomot körülvevő, százéves épületeket is magában foglaló kereskedelmi központ elnevezése is. A közelében lévő tó közepén emeletes pavilon áll, ahová kilenc cikkcakkban vezet egy híd.
A tó mögött terül el az „Örömök kertje” (magyaros átírás: Jü Jüan, egyszerűsített kínai: 豫园; hagyományos kínai: 豫園; pinjin: Yùyuán), Sanghaj (Shanghai) legrégibb parkja. Itt a csend és nyugalom biztosítása érdekében naponta korlátozott számban adnak ki belépőjegyeket. A parkot egy Pan Jün-tuan (Pan Yunduan) nevű hivatalnok megbízásából Csan Nan-jang, a neves kertépítész építette 1559 és 1577 között. A pekingi császári parkok utánzásaképpen a kertben sok sárkány-ábrázolás látható. Mivel a császári sárkányok másolása tilos volt, a sanghaj (shanghai)i mandarin sárkányai lábaira öt helyett csak négy karmot faragtak.
A templomot és a parkot az ópiumháborúk idején a brit csapatok többször is megszállták. 1853-ban itt volt a Tajpingok szövetségesének, a Rövid Tőrök Társaságának a főhadiszállása, majd a második világháborús japán megszállás is komoly károkat okozott. 1956–1961 között felújították, 1982-ben nemzeti emlékhellyé nyilvánították.
Az óváros északnyugati részén áll a Jáde Buddha temploma (teljes nevén a Jáde Buddha Csan Temploma, 玉佛禅寺; pinjin: Yùfó Chán Sì, magyaros átírásban Jó Fo Csan Sze, angolul Jade Buddha Chan Temple). A templomot két Burmából hozott, egy-egy hatalmas jádekőből kifaragott (ülő és fekvő) Buddha tiszteletére alapították a 19. század végén.

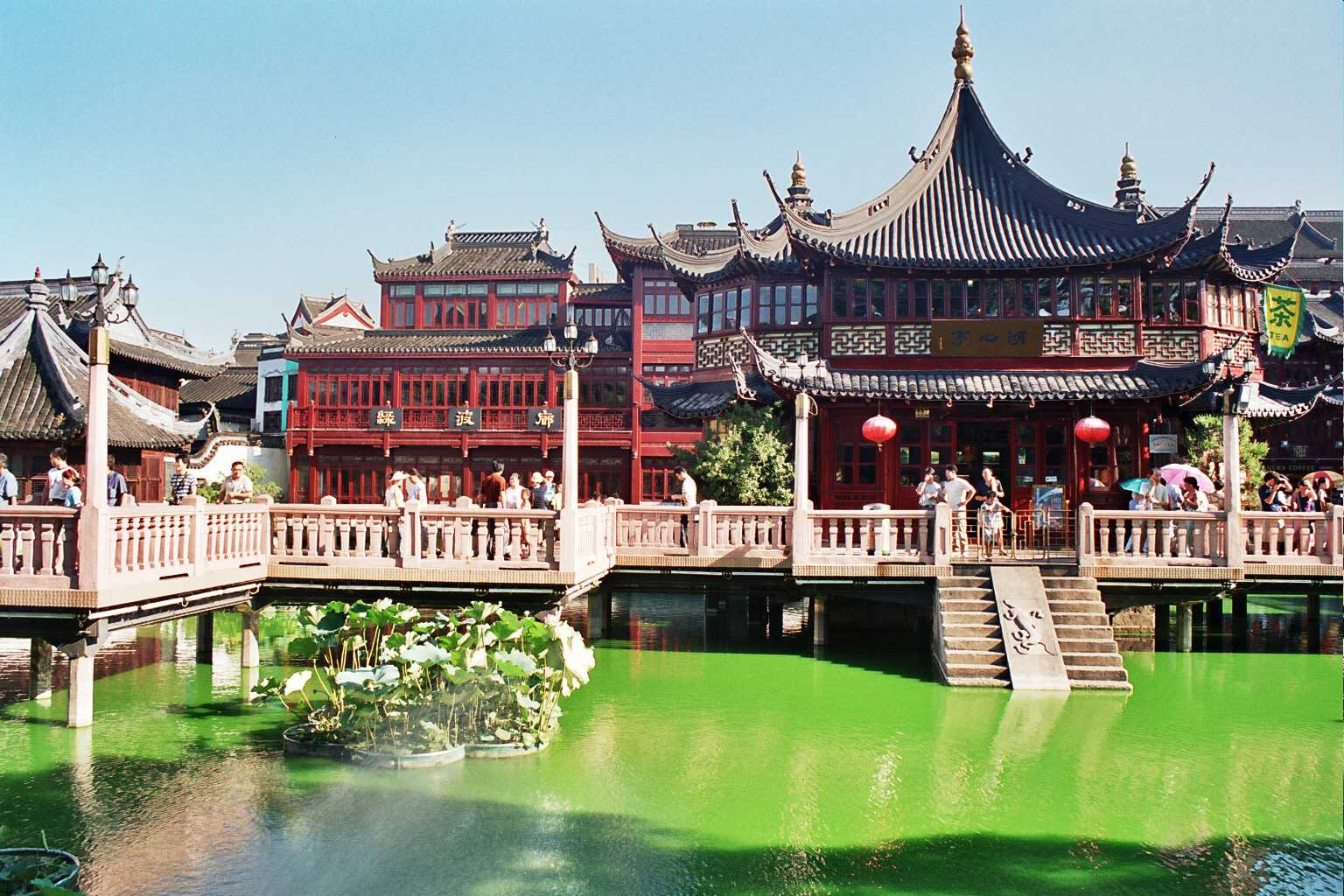
Az Örömök kertje

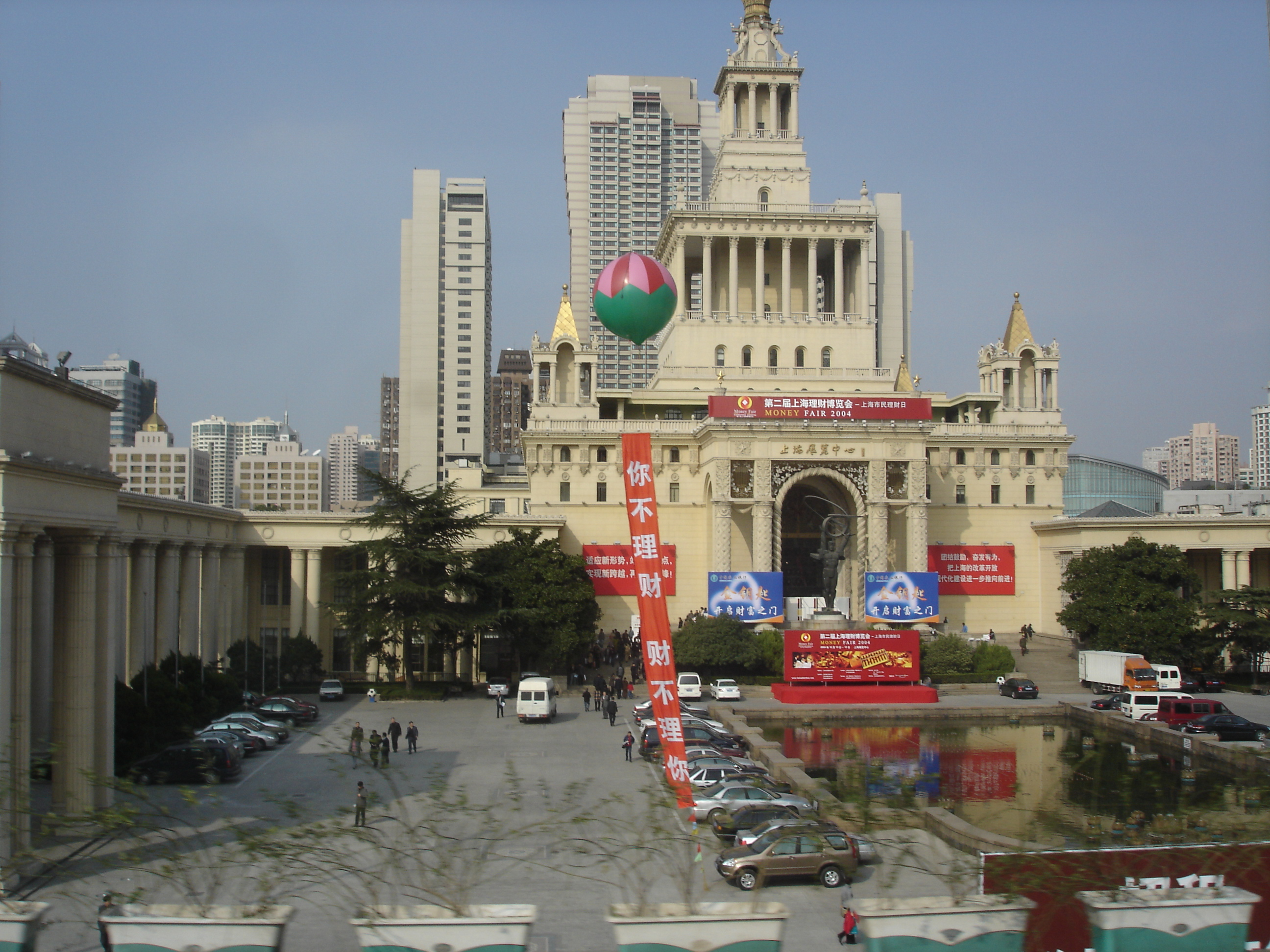
A Városi Kiállítási Csarnok

Sanghaj (Shanghai)ban élt 1927-től haláláig Lu Xun, a modern kínai irodalom megalapítója. Utolsó lakásában 1951-ben emlékhelyet hoztak létre, majd a múzeum átköltözött a Hungkuo parkba egy önálló épületbe, ahová az író hamvait is elhelyezték. Sírfelirata Mao Ce-tung saját ecsetvonásai alapján készült, a sír mellett álló két fát az író özvegye, valamint Csou En-laj ültette.

## Közlekedés
Sanghaj (Shanghai) belvárosának mai úthálózata az 1840-es években épült ki. Az 1900-as években a gyarapodó városban szükségessé vált a tömegközlekedés megindulása. Így mintegy 120 kilométer villamoshálózat épült ki, amely azóta már megszűnt. A városban működik a világ legrégebbi folyamatos trolibuszhálózata, amely 1914. november 15-én állt üzembe.

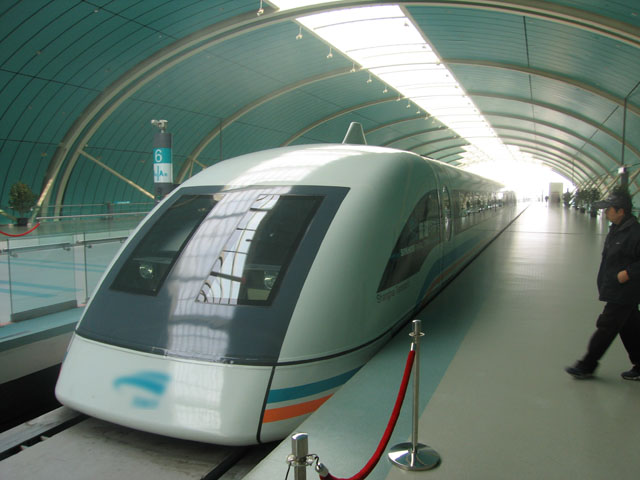
A világ legdrágább gyorsvasútja, a Sanghaji lebegő mágnesvasút a nemzetközi repülőtér és a Longyang út között repíti az utasokat, 300 km/h maximális sebességgel (régen ez az érték 431 km/h volt, akkoriban ez a járat a kereskedelmi forgalomban a leggyorsabb vonatjárat volt)

Az 1990-es évek elejéig Sanghaj (Shanghai) infrastruktúrája nem sokat változott az 1949-ben volt állapotokhoz képest. Ezt követően óriási összegeket fordítottak az akkor már elviselhetetlen infrastruktúra feljavítására, így mára – a legtöbb kínai városokkal ellentétben – ismét alapvetően jónak mondható a város közlekedése, miközben a légszennyezettség is viszonylag alacsony.

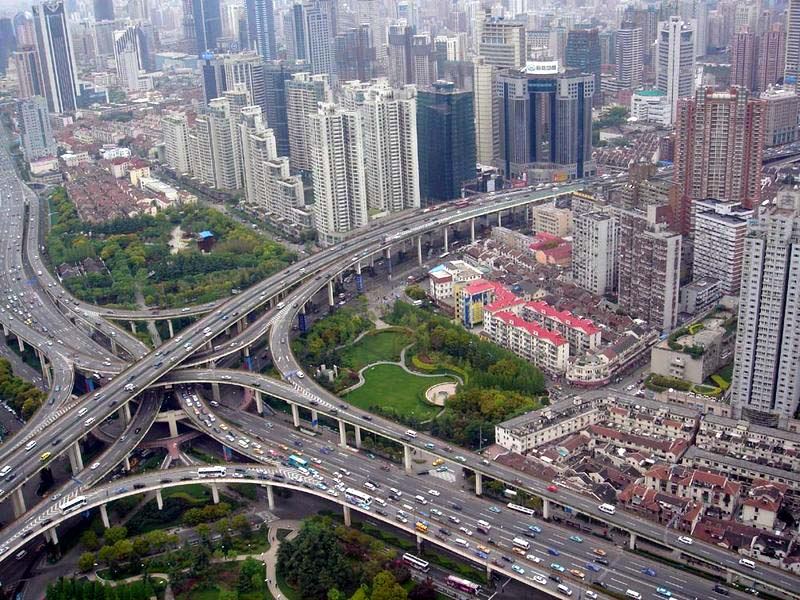
A város egy útkereszteződése

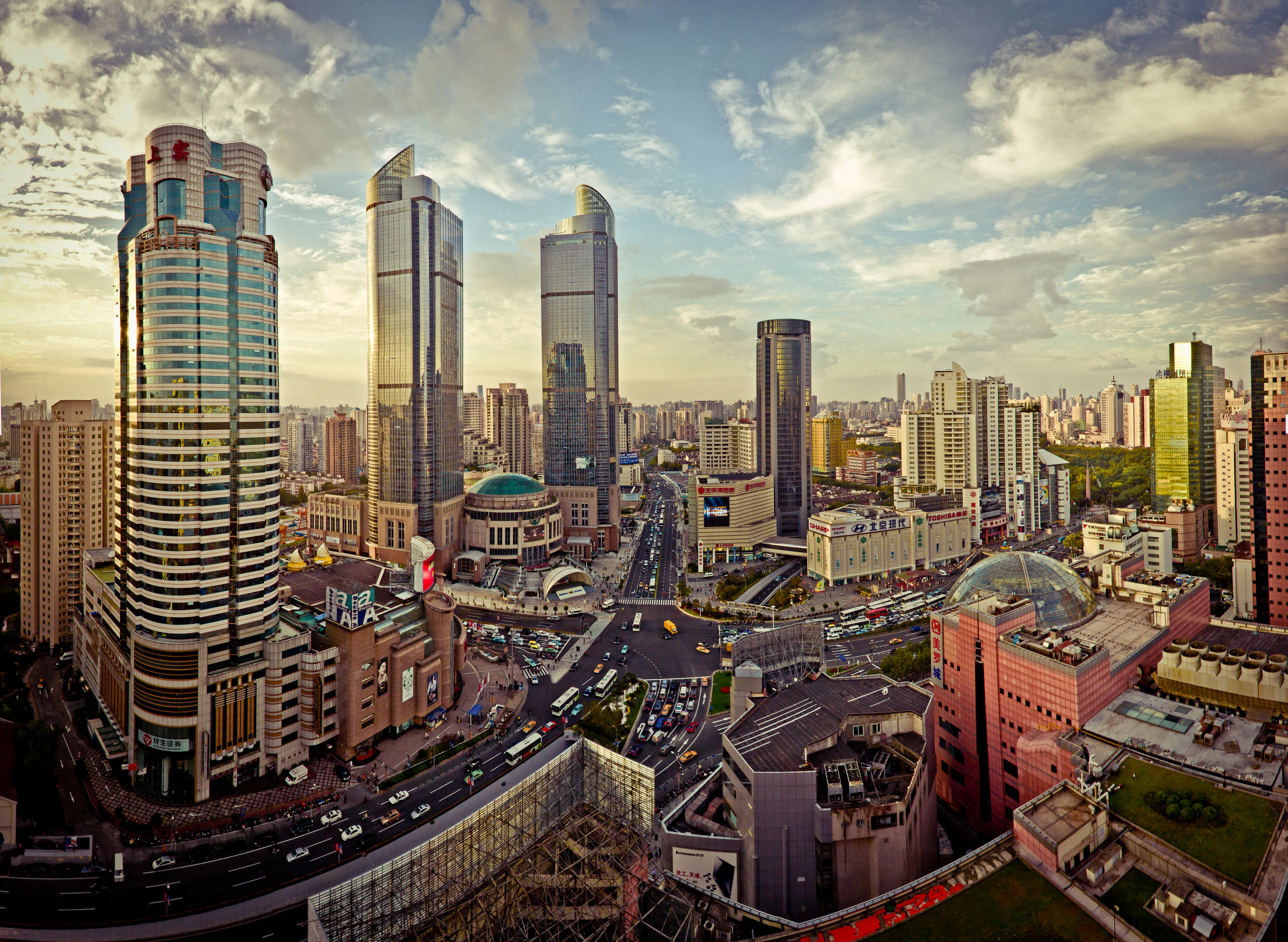
Sanghaj (Shanghai) egy része, Hszücsiahuj (Xujiahui)

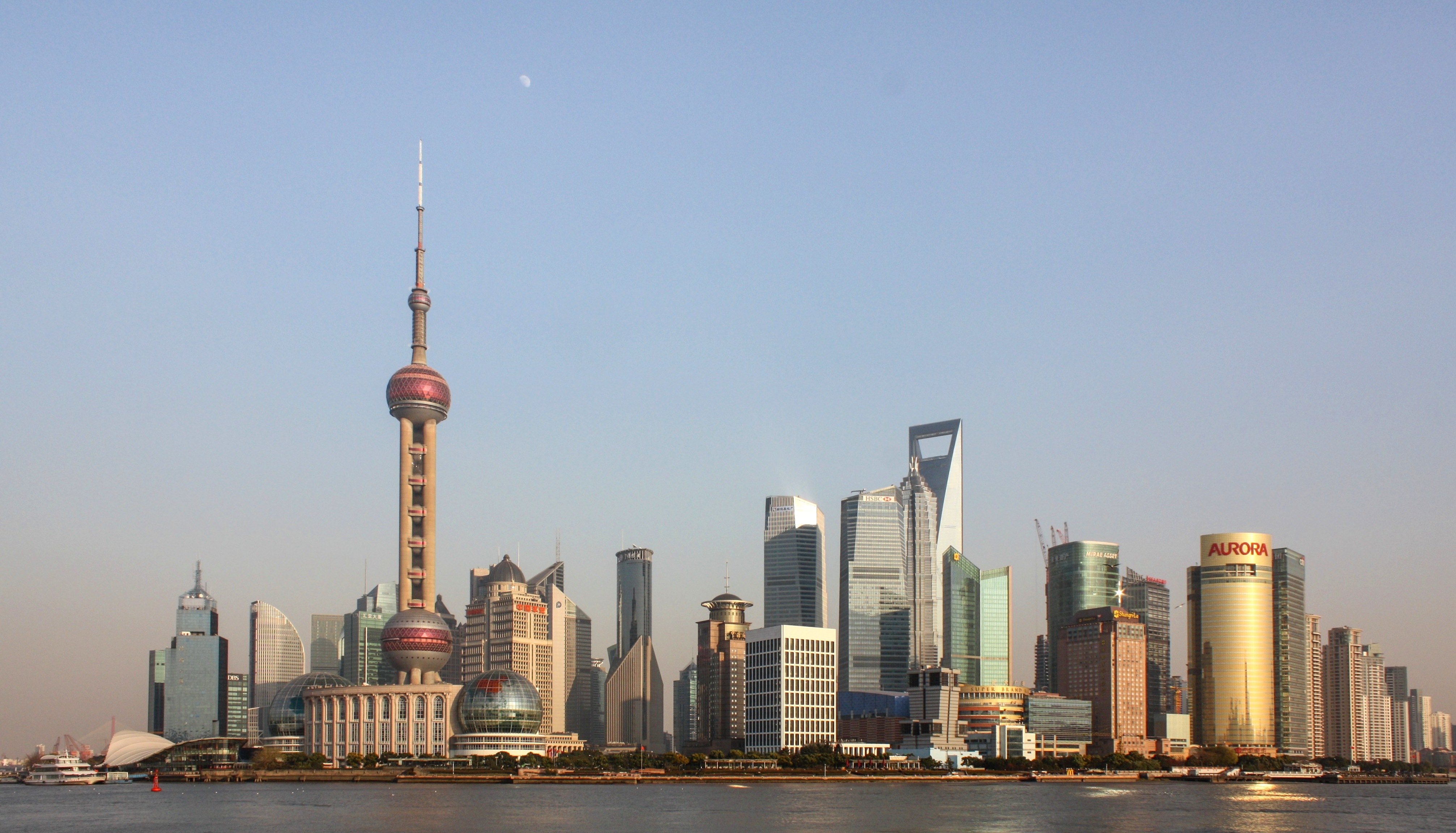
Putung városrész sziluettja

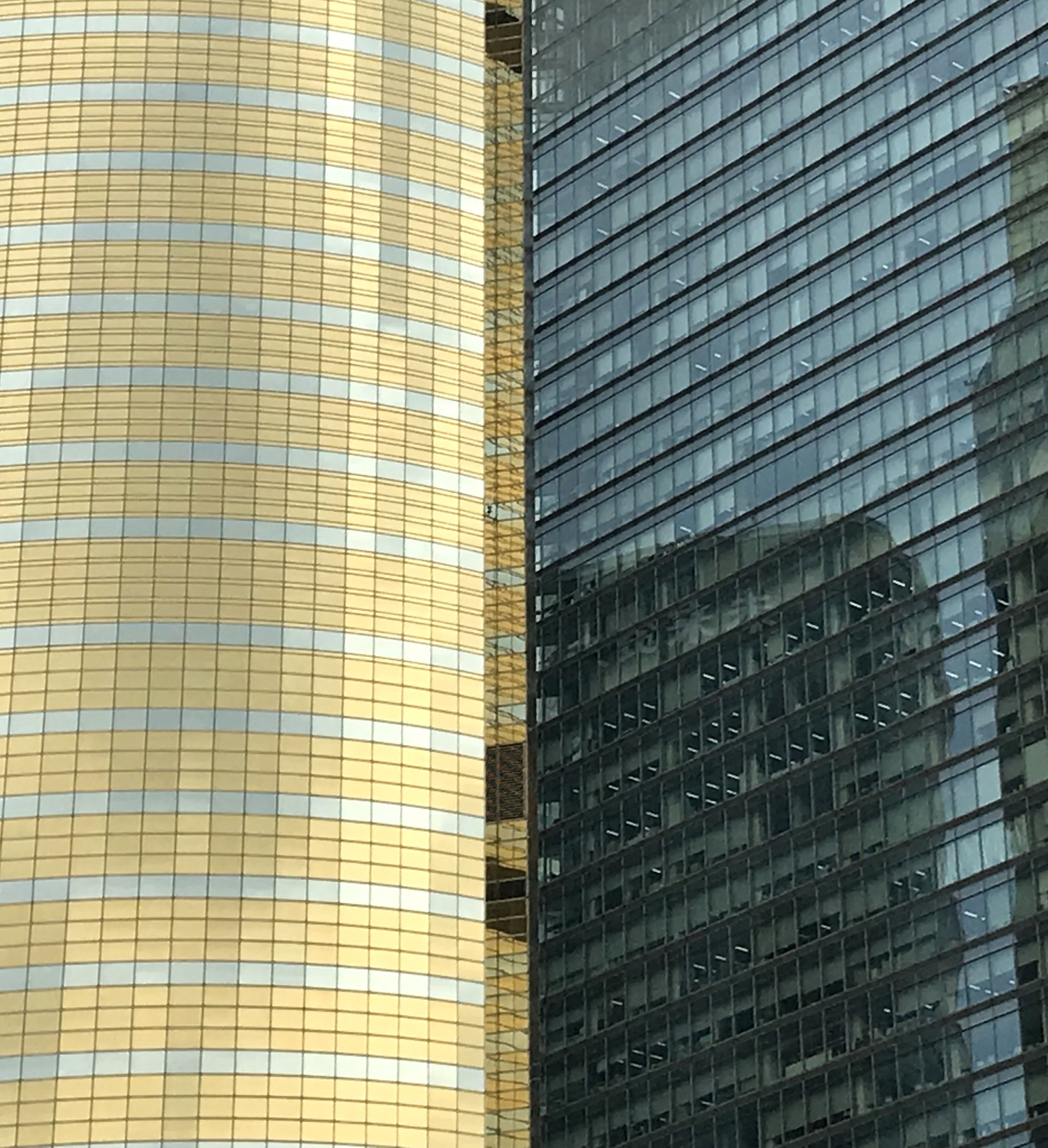
Felhőkarcolók üveghomlokzatai

A városban több mint ezer autóbuszjárat működik.

### Közúti
Sanghaj (Shanghai) autósközlekedése is nagyot változott az utóbbi tizenöt évben. Két körgyűrű (a külső még részben építés alatt) többszintes csomópontokkal, két fontos híd a Huangpu-folyón és sok autópálya épült meg a városban. 2003. június 8-án kezdték meg a város déli szomszédságában a 35,673 kilométeres Hangzhou-Öböli Híd építését. A híd a várhatónál egy évvel korábban, 2008-ban került átadásra, lerövidítvén az utazási időt Ningbo-ba 4 óráról 2 órára. A torlóár a Csientang folyó torkolatánál Földünkön a legerősebb,  emellett a térség erős tájfun-szélnek és földrengéseknek színhelye, ezért ferdekábeles hidat választottak megépítésre.

### Vízi
A város a távolsági közlekedésben is nagy szerepet játszik, kikötője Rotterdam és Szingapúr kikötőjét megelőzve a világ legforgalmasabb ilyen létesítménye, és egyben átrakodóhelyként szolgál a Nagy-csatorna és a Jangce felé.

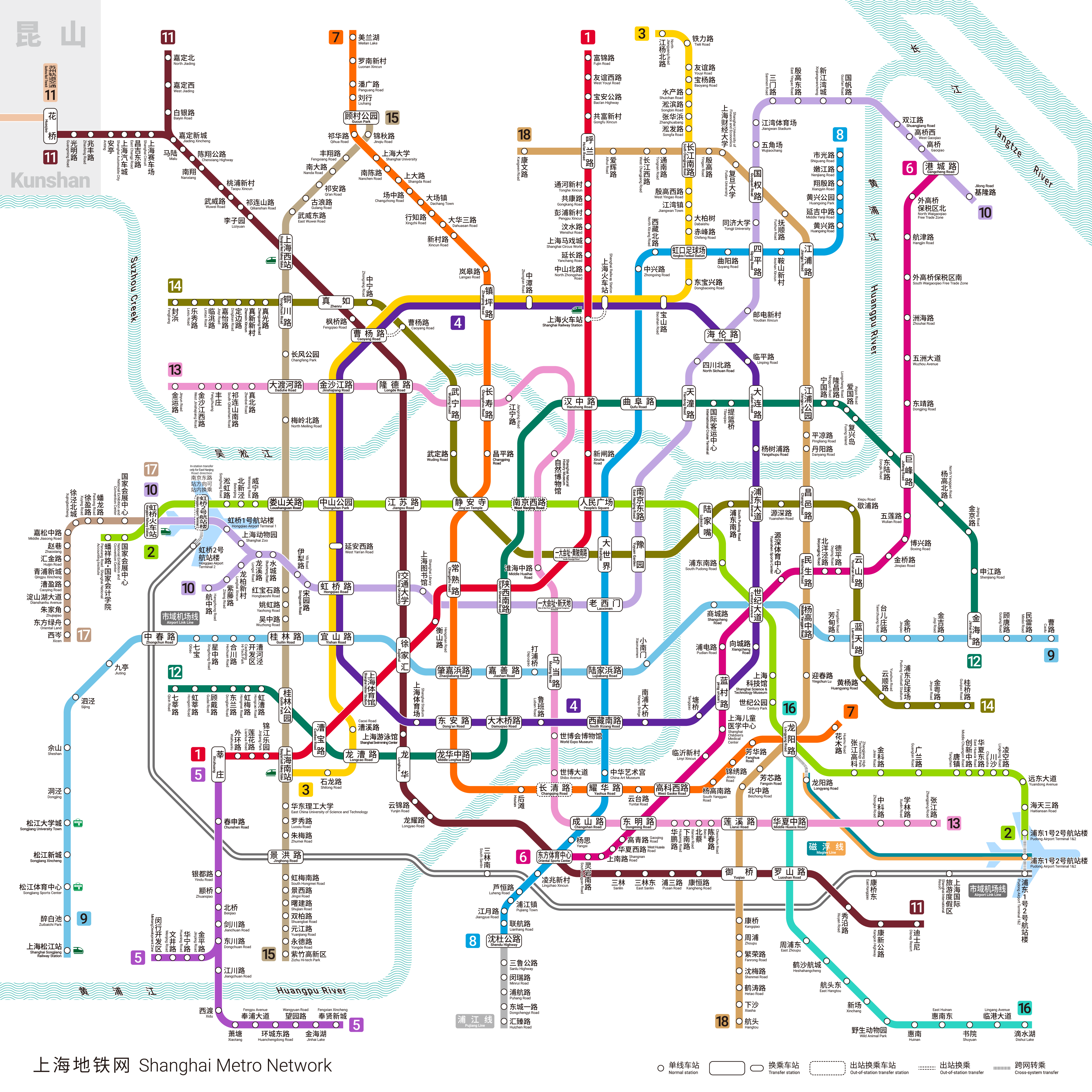
A sanghaj (shanghai)i metróhálózat vázlatos rajza

### Metró
Jelenleg Sanghajban tizenöt metróvonal üzemel 387 állomással 637 km összhosszban, de újabbak is kilátásban vannak. Az 1995. április 10-én megnyitott hálózatot a tervek szerint 2020-ig 877 kilométer hosszúra akarják fejleszteni.
2004. január 1-jén Sanghaj (Shanghai)ban nyílt meg a német Transrapid cég fejlesztéseként a világ első közforgalmú mágnesvasútja is, amelyen 30 kilométer megtétele mindössze 8 perc.

### Vasúti
Fontos vasúti csomópontok és több országos jelentőségű átszálló állomás található itt. Sanghaj (Shanghai)nak összesen négy fontos vasúti pályaudvara van: a Hungcsiao pályaudvar, a Sanghaj pályaudvar, a Déli pályaudvar és a Nyugati pályaudvar. Mind a négy része a kínai vasúthálózatnak és a sanghaj (shanghai)i metróhálózatnak.
A városba több nagysebességű vasútvonal is befut, ezek közül a legrégebbi, a még hagyományos vasútvonalként 1968-ban átadott Peking–Sanghaj-vasútvonal, mely a fővárossal teremt régóta összeköttetést. További fővonalak: Sanghaj–Nanking nagysebességű vasútvonal Nanking felé, Sanghaj–Kunming nagysebességű vasútvonal Kunming felé, Sanghaj–Hangcsou nagysebességű vasútvonal Hangcsou felé és végül a hagyományos Sanghaj–Kunming-vasútvonal szintén Kunming felé.

### Légi
Sanghaj (Shanghai) két repülőtérrel rendelkezik: a Hungcsiao és a Sanghaj-Putungi nemzetközi repülőtérrel. Innen közlekedik a városközpontba a városi mágnesvasút, a világ leggyorsabb és legdrágább (kilométerenként közel 10 milliárd forintba kerülő) gyorsvasútja. A helyi légitársaság a China Eastern.

## Testvérvárosok
Sanghaj (Shanghai) testvérvárosai (zárójelben a kapcsolat létrejöttének éve):
| - Jokohama, Japán, (1973) - Oszaka, Japán, (1974) - Milánó, Olaszország, (1979) - Rotterdam, Hollandia, (1979) - San Francisco, USA, (1979) - Zágráb, Horvátország, (1980) - Hamhung, Észak-Korea, (1982) - Manila, Fülöp-szigetek, (1983) - Karacsi, Pakisztán, (1984) - Antwerpen, Belgium, (1984) - Montréal, Kanada, (1984) - Pireusz, Görögország, (1985) - Hamburg, Németország, (1986) - Casablanca, Marokkó, (1986) - Hirakata, Japán, (1987) - Marseille, Franciaország, (1987) - São Paulo, Brazília, (1988) |  | - Szentpétervár, Oroszország, (1988) - Isztambul, Törökország, (1989) - Alexandria, Egyiptom, (1992) - Vlagyivosztok, Oroszország, (1993) - Haifa, Izrael, (1993) - Puszan, Dél-Korea, (1993) - Ho Si Minh-város, Vietnám, (1994) - Port Vila, Vanuatu, (1994) - Dunedin, Új-Zéland, (1994) - Taskent, Üzbegisztán, (1994) - Porto, Portugália, (1995) - Áden, Jemen, (1995) - Windhoek, Namíbia, (1995) - London, Egyesült Királyság, (1996) - Rosario, Argentína, (1997) - Espoo, Finnország, (1998) - Okahandja, Namíbia, (1998) |  | - Liverpool, Egyesült Királyság, (1999) - Maputo, Mozambik, (1999) - Dubaj, Egyesült Arab Emírségek, (2000) - Guayaquil, Ecuador, (2001) - Valparaíso, Chile, (2001) - Barcelona, Spanyolország, (2001) - Oslo, Norvégia, (2001) - Colombo, Srí Lanka, (2003) - Göteborg, Svédország, (2003) - Cork, Írország, (2005) - Salzburg, Ausztria, (2006) - Winston-Salem, USA, (2006) - Bázel, Svájc, (2007) - Chicago, USA, (2007) - Phnompen, Kambodzsa, (2008) - Budapest, Magyarország (2013) |

### Tartományi szintű testvérkapcsolatok
| - Oszaka prefektúra, Japán, (1980) - Pomerániai vajdaság, Lengyelország, (1985) - Nagaszaki prefektúra, Japán, (1986) - Queensland, Ausztrália, (1989) - Santiago tartomány, Kuba, (1996) - Dél-Csolla, Dél-Korea, (1996) - Jalisco állam, Mexikó, (1998) - Csiangmai tartomány, Thaiföld, (2000) - Kwazulu Natal, Dél-afrikai Köztársaság, (2001) - Constanța megye, Románia, (2002) - Pozsonyi kerület, Szlovákia, (2003) - Észak-Csolla, Dél-Korea, (2003) - Kelet-Jáva, Indonézia, (2006) - Hovedstaden régió, Dánia, (2008) - Rhône-Alpes régió, Franciaország, (2008) - Nagy-London, Egyesült Királyság, (2009) |

Ezen kívül Sanghaj egyes kerületeinek is vannak saját testvérvárosi kapcsolatai kisebb városokkal, főleg Japánban.